# Olšany (kraj Wysoczyna)
Olšany – gmina w Czechach, w powiecie Igława, w kraju Wysoczyna.
1 stycznia 2017 gminę zamieszkiwało 77 osób, a ich średni wiek wynosił 39,0 roku.